# Cornot
Cornot é uma comuna francesa na região administrativa de Borgonha-Franco-Condado, no departamento de Alto Sona. Estende-se por uma área de 11,19 km². Em 2010 a comuna tinha 140 habitantes (densidade: 12,5 hab./km²).